# Tour de Indonesia 2018
La 8.ª edición del Tour de Indonesia se disputó entre el 25 y el 28 de enero de 2018. El recorrido consistió de un total de 4 etapas sobre una distancia total de 762,2 km.
La carrera forma parte del circuito UCI Asia Tour 2018 dentro de la categoría 2.1 y fue ganada por el ciclista de laosiano, Ariya Phounsavath del equipo de categoría continental de Tailandia (Thailand Continental).

## Equipos participantes
Tomaron la partida un total de 15 equipos, de los cuales 11 fueron de categoría Profesional Continental y 4 Selecciones nacionales, quienes conformaron un pelotón de 94 ciclistas de los cuales terminaron 76.
| Equipos continentales (11)- Terengganu Cycling Team - Sapura - KFC Cycling Team - Thailand Continental Cycling Team - Aisan Racing Team - Dare Gaviota - 7 Eleven-Cliqq Roadbike Philippines - St George Continental Cycling Team - Interpro Stradalli - PGN Road Cycling Team - Advan Customs Cycling Team Equipos nacionales (4)- Eritrea - Malasia - Indonesia - Mongolia |
| |

## Etapas
| Etapa     | Fecha     | Recorrido                | type             | Distancia (km) | Ganador                  | Líder             |
| --------- | --------- | ------------------------ | ---------------- | -------------- | ------------------------ | ----------------- |
| 1.ª etapa | 25 de ene | Prambanan – Ngawi        | etapa escarpada  | 127,4          | Dylan Page               | Dylan Page        |
| 2.ª etapa | 26 de ene | Madiun – Mojokerto City  | etapa escarpada  | 117,5          | Abdul Gani               | Abdul Gani        |
| 3.ª etapa | 27 de ene | Probolinggo – Banyuwangi | etapa de montaña | 200            | Charálampos Kastrantás   | Abdul Gani        |
| 4.ª etapa | 28 de ene | Gilimanuk – Denpasar     | etapa de montaña | 170,9          | Peerapol Chawchiangkwang | Ariya Phounsavath |

## Desarrollo de la carrera

### 1.ª etapa
| Prambanan - Ngawi | etapa escarpada | (127,4 km) |

| \| Clasificación de la etapa \| Clasificación de la etapa \| Clasificación de la etapa \| Clasificación de la etapa \| Clasificación de la etapa \| \| Ciclista \| Ciclista \| Equipo \| Tiempo \| \| \| ------------------------- \| ---------------------------- \| ------------------------- \| ------------------------- \| ------------------------- \| \| 1.º \| Dylan Page \| Team Sapura Cycling \| 2 h 42 min 04 s \| \| \| 2.º \| Projo Waseso \| Indonesia \| + 0 s \| \| \| 3.º \| Abdul Gani \| KFC Cycling Team \| + 0 s \| \| \| 4.º \| Shiki Kuroeda \| Aisan Racing Team \| + 0 s \| \| \| 5.º \| Mohd Shahrul Mat Amin \| Terengganu Cycling Team \| + 0 s \| \| \| 6.º \| Charálampos Kastrantás \| Java-Partizan \| + 0 s \| \| \| 7.º \| Aiman Cahyadi \| Team Sapura Cycling \| + 0 s \| \| \| 8.º \| Metkel Eyob \| Terengganu Cycling Team \| + 0 s \| \| \| 9.º \| Nur Amirul Fakhruddin Mazuki \| Terengganu Cycling Team \| + 0 s \| \| \| 10.º \| Jamalidin Nouardianto \| PGN Road Cycling Team \| + 0 s \| \| |                              |                         |                 |
| |                              |                         |                 |
| Fuente: ProCyclingStats |                              |                         |                 |
| Clasificación de la etapa |                              |                         |                 |
| Ciclista | Ciclista                     | Equipo                  | Tiempo          |
| 1.º | Dylan Page                   | Team Sapura Cycling     | 2 h 42 min 04 s |
| 2.º | Projo Waseso                 | Indonesia               | + 0 s           |
| 3.º | Abdul Gani                   | KFC Cycling Team        | + 0 s           |
| 4.º | Shiki Kuroeda                | Aisan Racing Team       | + 0 s           |
| 5.º | Mohd Shahrul Mat Amin        | Terengganu Cycling Team | + 0 s           |
| 6.º | Charálampos Kastrantás       | Java-Partizan           | + 0 s           |
| 7.º | Aiman Cahyadi                | Team Sapura Cycling     | + 0 s           |
| 8.º | Metkel Eyob                  | Terengganu Cycling Team | + 0 s           |
| 9.º | Nur Amirul Fakhruddin Mazuki | Terengganu Cycling Team | + 0 s           |
| 10.º | Jamalidin Nouardianto        | PGN Road Cycling Team   | + 0 s           |

| \| Clasificación general \| Clasificación general \| Clasificación general \| Clasificación general \| Clasificación general \| \| Ciclista \| Ciclista \| Equipo \| Tiempo \| \| \| --------------------- \| ---------------------------- \| ----------------------------------- \| --------------------- \| --------------------- \| \| 1.º \| Dylan Page \| Team Sapura Cycling \| 2 h 41 min 54 s \| \| \| 2.º \| Projo Waseso \| Indonesia \| + 4 s \| \| \| 3.º \| Abdul Gani \| KFC Cycling Team \| + 6 s \| \| \| 4.º \| Nur Amirul Fakhruddin Mazuki \| Terengganu Cycling Team \| + 7 s \| \| \| 5.º \| Robin Manullang \| PGN Road Cycling Team \| + 7 s \| \| \| 6.º \| Matthew Zenovich \| St George Continental Cycling Team \| + 7 s \| \| \| 7.º \| Rustom Lim \| 7 Eleven-Cliqq Roadbike Philippines \| + 7 s \| \| \| 8.º \| Tomohiro Hayakawa \| Aisan Racing Team \| + 8 s \| \| \| 9.º \| Peerapol Chawchiangkwang \| Thailand Continental Cycling Team \| + 8 s \| \| \| 10.º \| Jambaljamts Sainbayar \| Mongolia \| + 9 s \| \| |                              |                                     |                 |
| |                              |                                     |                 |
| Fuente: ProCyclingStats |                              |                                     |                 |
| Clasificación general |                              |                                     |                 |
| Ciclista | Ciclista                     | Equipo                              | Tiempo          |
| 1.º | Dylan Page                   | Team Sapura Cycling                 | 2 h 41 min 54 s |
| 2.º | Projo Waseso                 | Indonesia                           | + 4 s           |
| 3.º | Abdul Gani                   | KFC Cycling Team                    | + 6 s           |
| 4.º | Nur Amirul Fakhruddin Mazuki | Terengganu Cycling Team             | + 7 s           |
| 5.º | Robin Manullang              | PGN Road Cycling Team               | + 7 s           |
| 6.º | Matthew Zenovich             | St George Continental Cycling Team  | + 7 s           |
| 7.º | Rustom Lim                   | 7 Eleven-Cliqq Roadbike Philippines | + 7 s           |
| 8.º | Tomohiro Hayakawa            | Aisan Racing Team                   | + 8 s           |
| 9.º | Peerapol Chawchiangkwang     | Thailand Continental Cycling Team   | + 8 s           |
| 10.º | Jambaljamts Sainbayar        | Mongolia                            | + 9 s           |

### 2.ª etapa
| Madiun - Mojokerto City | etapa escarpada | (117,5 km) |

| \| Clasificación de la etapa \| Clasificación de la etapa \| Clasificación de la etapa \| Clasificación de la etapa \| Clasificación de la etapa \| \| Ciclista \| Ciclista \| Equipo \| Tiempo \| \| \| ------------------------- \| ------------------------- \| ---------------------------------- \| ------------------------- \| ------------------------- \| \| 1.º \| Abdul Gani \| KFC Cycling Team \| 2 h 24 min 17 s \| \| \| 2.º \| Mohd Shahrul Mat Amin \| Terengganu Cycling Team \| + 0 s \| \| \| 3.º \| Mohamad Nur Mohd Zariff \| Team Sapura Cycling \| + 0 s \| \| \| 4.º \| Tuguldur Tuulkhangai \| Mongolia \| + 0 s \| \| \| 5.º \| Ariya Phounsavath \| Thailand Continental Cycling Team \| + 0 s \| \| \| 6.º \| Matthew Zenovich \| St George Continental Cycling Team \| + 2 s \| \| \| 7.º \| Dylan Page \| Team Sapura Cycling \| + 30 s \| \| \| 8.º \| Charálampos Kastrantás \| Java-Partizan \| + 30 s \| \| \| 9.º \| Aiman Cahyadi \| Team Sapura Cycling \| + 30 s \| \| \| 10.º \| Kota Sumiyoshi \| Aisan Racing Team \| + 30 s \| \| |                         |                                    |                 |
| |                         |                                    |                 |
| Fuente: ProCyclingStats |                         |                                    |                 |
| Clasificación de la etapa |                         |                                    |                 |
| Ciclista | Ciclista                | Equipo                             | Tiempo          |
| 1.º | Abdul Gani              | KFC Cycling Team                   | 2 h 24 min 17 s |
| 2.º | Mohd Shahrul Mat Amin   | Terengganu Cycling Team            | + 0 s           |
| 3.º | Mohamad Nur Mohd Zariff | Team Sapura Cycling                | + 0 s           |
| 4.º | Tuguldur Tuulkhangai    | Mongolia                           | + 0 s           |
| 5.º | Ariya Phounsavath       | Thailand Continental Cycling Team  | + 0 s           |
| 6.º | Matthew Zenovich        | St George Continental Cycling Team | + 2 s           |
| 7.º | Dylan Page              | Team Sapura Cycling                | + 30 s          |
| 8.º | Charálampos Kastrantás  | Java-Partizan                      | + 30 s          |
| 9.º | Aiman Cahyadi           | Team Sapura Cycling                | + 30 s          |
| 10.º | Kota Sumiyoshi          | Aisan Racing Team                  | + 30 s          |

| \| Clasificación general \| Clasificación general \| Clasificación general \| Clasificación general \| Clasificación general \| \| Ciclista \| Ciclista \| Equipo \| Tiempo \| \| \| --------------------- \| ---------------------------- \| ---------------------------------- \| --------------------- \| --------------------- \| \| 1.º \| Abdul Gani \| KFC Cycling Team \| 5 h 06 min 04 s \| \| \| 2.º \| Mohd Shahrul Mat Amin \| Terengganu Cycling Team \| + 9 s \| \| \| 3.º \| Mohamad Nur Mohd Zariff \| Team Sapura Cycling \| + 12 s \| \| \| 4.º \| Matthew Zenovich \| St George Continental Cycling Team \| + 16 s \| \| \| 5.º \| Tuguldur Tuulkhangai \| Mongolia \| + 17 s \| \| \| 6.º \| Ariya Phounsavath \| Thailand Continental Cycling Team \| + 17 s \| \| \| 7.º \| Dylan Page \| Team Sapura Cycling \| + 37 s \| \| \| 8.º \| Nur Amirul Fakhruddin Mazuki \| Terengganu Cycling Team \| + 40 s \| \| \| 9.º \| Charálampos Kastrantás \| Java-Partizan \| + 41 s \| \| \| 10.º \| Projo Waseso \| Indonesia \| + 41 s \| \| |                              |                                    |                 |
| |                              |                                    |                 |
| Fuente: ProCyclingStats |                              |                                    |                 |
| Clasificación general |                              |                                    |                 |
| Ciclista | Ciclista                     | Equipo                             | Tiempo          |
| 1.º | Abdul Gani                   | KFC Cycling Team                   | 5 h 06 min 04 s |
| 2.º | Mohd Shahrul Mat Amin        | Terengganu Cycling Team            | + 9 s           |
| 3.º | Mohamad Nur Mohd Zariff      | Team Sapura Cycling                | + 12 s          |
| 4.º | Matthew Zenovich             | St George Continental Cycling Team | + 16 s          |
| 5.º | Tuguldur Tuulkhangai         | Mongolia                           | + 17 s          |
| 6.º | Ariya Phounsavath            | Thailand Continental Cycling Team  | + 17 s          |
| 7.º | Dylan Page                   | Team Sapura Cycling                | + 37 s          |
| 8.º | Nur Amirul Fakhruddin Mazuki | Terengganu Cycling Team            | + 40 s          |
| 9.º | Charálampos Kastrantás       | Java-Partizan                      | + 41 s          |
| 10.º | Projo Waseso                 | Indonesia                          | + 41 s          |

### 3.ª etapa
| Probolinggo - Banyuwangi | etapa de montaña | (200 km) |

| \| Clasificación de la etapa \| Clasificación de la etapa \| Clasificación de la etapa \| Clasificación de la etapa \| Clasificación de la etapa \| \| Ciclista \| Ciclista \| Equipo \| Tiempo \| \| \| ------------------------- \| ------------------------- \| ------------------------- \| ------------------------- \| ------------------------- \| \| 1.º \| Charálampos Kastrantás \| Java-Partizan \| 4 h 44 min 06 s \| \| \| 2.º \| Projo Waseso \| Indonesia \| + 0 s \| \| \| 3.º \| Imam Arifin \| KFC Cycling Team \| + 0 s \| \| \| 4.º \| Dylan Page \| Team Sapura Cycling \| + 0 s \| \| \| 5.º \| Shiki Kuroeda \| Aisan Racing Team \| + 0 s \| \| \| 6.º \| Bernard Van Aert \| Indonesia \| + 0 s \| \| \| 7.º \| Natnael Tesfatsion \| Eritrea \| + 0 s \| \| \| 8.º \| Muhammad Ameer Ahmad \| Malasia \| + 0 s \| \| \| 9.º \| Mahrus Ali \| KFC Cycling Team \| + 0 s \| \| \| 10.º \| Jokin Etxabe \| Interpro Stradalli \| + 0 s \| \| |                        |                     |                 |
| |                        |                     |                 |
| Fuente: ProCyclingStats |                        |                     |                 |
| Clasificación de la etapa |                        |                     |                 |
| Ciclista | Ciclista               | Equipo              | Tiempo          |
| 1.º | Charálampos Kastrantás | Java-Partizan       | 4 h 44 min 06 s |
| 2.º | Projo Waseso           | Indonesia           | + 0 s           |
| 3.º | Imam Arifin            | KFC Cycling Team    | + 0 s           |
| 4.º | Dylan Page             | Team Sapura Cycling | + 0 s           |
| 5.º | Shiki Kuroeda          | Aisan Racing Team   | + 0 s           |
| 6.º | Bernard Van Aert       | Indonesia           | + 0 s           |
| 7.º | Natnael Tesfatsion     | Eritrea             | + 0 s           |
| 8.º | Muhammad Ameer Ahmad   | Malasia             | + 0 s           |
| 9.º | Mahrus Ali             | KFC Cycling Team    | + 0 s           |
| 10.º | Jokin Etxabe           | Interpro Stradalli  | + 0 s           |

| \| Clasificación general \| Clasificación general \| Clasificación general \| Clasificación general \| Clasificación general \| \| Ciclista \| Ciclista \| Equipo \| Tiempo \| \| \| --------------------- \| ---------------------------- \| ---------------------------------- \| --------------------- \| --------------------- \| \| 1.º \| Abdul Gani \| KFC Cycling Team \| 9 h 50 min 09 s \| \| \| 2.º \| Mohd Shahrul Mat Amin \| Terengganu Cycling Team \| + 10 s \| \| \| 3.º \| Mohamad Nur Mohd Zariff \| Team Sapura Cycling \| + 13 s \| \| \| 4.º \| Matthew Zenovich \| St George Continental Cycling Team \| + 15 s \| \| \| 5.º \| Ariya Phounsavath \| Thailand Continental Cycling Team \| + 15 s \| \| \| 6.º \| Tuguldur Tuulkhangai \| Mongolia \| + 18 s \| \| \| 7.º \| Charálampos Kastrantás \| Java-Partizan \| + 31 s \| \| \| 8.º \| Projo Waseso \| Indonesia \| + 36 s \| \| \| 9.º \| Dylan Page \| Team Sapura Cycling \| + 38 s \| \| \| 10.º \| Nur Amirul Fakhruddin Mazuki \| Terengganu Cycling Team \| + 39 s \| \| |                              |                                    |                 |
| |                              |                                    |                 |
| Fuente: ProCyclingStats |                              |                                    |                 |
| Clasificación general |                              |                                    |                 |
| Ciclista | Ciclista                     | Equipo                             | Tiempo          |
| 1.º | Abdul Gani                   | KFC Cycling Team                   | 9 h 50 min 09 s |
| 2.º | Mohd Shahrul Mat Amin        | Terengganu Cycling Team            | + 10 s          |
| 3.º | Mohamad Nur Mohd Zariff      | Team Sapura Cycling                | + 13 s          |
| 4.º | Matthew Zenovich             | St George Continental Cycling Team | + 15 s          |
| 5.º | Ariya Phounsavath            | Thailand Continental Cycling Team  | + 15 s          |
| 6.º | Tuguldur Tuulkhangai         | Mongolia                           | + 18 s          |
| 7.º | Charálampos Kastrantás       | Java-Partizan                      | + 31 s          |
| 8.º | Projo Waseso                 | Indonesia                          | + 36 s          |
| 9.º | Dylan Page                   | Team Sapura Cycling                | + 38 s          |
| 10.º | Nur Amirul Fakhruddin Mazuki | Terengganu Cycling Team            | + 39 s          |

### 4.ª etapa
| Gilimanuk - Denpasar | etapa de montaña | (170,9 km) |

| \| Clasificación de la etapa \| Clasificación de la etapa \| Clasificación de la etapa \| Clasificación de la etapa \| Clasificación de la etapa \| \| Ciclista \| Ciclista \| Equipo \| Tiempo \| \| \| ------------------------- \| ------------------------- \| ---------------------------------- \| ------------------------- \| ------------------------- \| \| 1.º \| Peerapol Chawchiangkwang \| Thailand Continental Cycling Team \| 4 h 20 min 58 s \| \| \| 2.º \| Jokin Etxabe \| Interpro Stradalli \| + 0 s \| \| \| 3.º \| Hanibal Tesfay \| Eritrea \| + 0 s \| \| \| 4.º \| Ariya Phounsavath \| Thailand Continental Cycling Team \| + 0 s \| \| \| 5.º \| Daniel Whitehouse \| Interpro Stradalli \| + 2 min 58 s \| \| \| 6.º \| Benjamin Dyball \| St George Continental Cycling Team \| + 3 min 18 s \| \| \| 7.º \| Sarawut Sirironnachai \| Thailand Continental Cycling Team \| + 3 min 21 s \| \| \| 8.º \| Aiman Cahyadi \| Team Sapura Cycling \| + 3 min 21 s \| \| \| 9.º \| Choon Huat Goh \| Terengganu Cycling Team \| + 3 min 23 s \| \| \| 10.º \| Jesse Ewart \| Team Sapura Cycling \| + 3 min 23 s \| \| |                          |                                    |                 |
| |                          |                                    |                 |
| Fuente: ProCyclingStats |                          |                                    |                 |
| Clasificación de la etapa |                          |                                    |                 |
| Ciclista | Ciclista                 | Equipo                             | Tiempo          |
| 1.º | Peerapol Chawchiangkwang | Thailand Continental Cycling Team  | 4 h 20 min 58 s |
| 2.º | Jokin Etxabe             | Interpro Stradalli                 | + 0 s           |
| 3.º | Hanibal Tesfay           | Eritrea                            | + 0 s           |
| 4.º | Ariya Phounsavath        | Thailand Continental Cycling Team  | + 0 s           |
| 5.º | Daniel Whitehouse        | Interpro Stradalli                 | + 2 min 58 s    |
| 6.º | Benjamin Dyball          | St George Continental Cycling Team | + 3 min 18 s    |
| 7.º | Sarawut Sirironnachai    | Thailand Continental Cycling Team  | + 3 min 21 s    |
| 8.º | Aiman Cahyadi            | Team Sapura Cycling                | + 3 min 21 s    |
| 9.º | Choon Huat Goh           | Terengganu Cycling Team            | + 3 min 23 s    |
| 10.º | Jesse Ewart              | Team Sapura Cycling                | + 3 min 23 s    |

## Clasificaciones
Las clasificaciones finalizaron de la siguiente forma:

### Clasificación general
| \| Clasificación general \| Clasificación general \| Clasificación general \| Clasificación general \| Clasificación general \| \| Ciclista \| Ciclista \| Equipo \| Tiempo \| \| \| --------------------- \| ------------------------ \| ---------------------------------- \| --------------------- \| --------------------- \| \| 1.º \| Ariya Phounsavath \| Thailand Continental Cycling Team \| 14 h 11 min 22 s \| \| \| 2.º \| Peerapol Chawchiangkwang \| Thailand Continental Cycling Team \| + 17 s \| \| \| 3.º \| Jokin Etxabe \| Interpro Stradalli \| + 25 s \| \| \| 4.º \| Hanibal Tesfay \| Eritrea \| + 28 s \| \| \| 5.º \| Daniel Whitehouse \| Interpro Stradalli \| + 3 min 31 s \| \| \| 6.º \| Mohamad Nur Mohd Zariff \| Team Sapura Cycling \| + 3 min 32 s \| \| \| 7.º \| Aiman Cahyadi \| Team Sapura Cycling \| + 3 min 51 s \| \| \| 8.º \| Benjamin Dyball \| St George Continental Cycling Team \| + 3 min 51 s \| \| \| 9.º \| Sarawut Sirironnachai \| Thailand Continental Cycling Team \| + 3 min 54 s \| \| \| 10.º \| Jesse Ewart \| Team Sapura Cycling \| + 3 min 56 s \| \| |                          |                                    |                  |
| |                          |                                    |                  |
| Fuente: ProCyclingStats |                          |                                    |                  |
| Clasificación general |                          |                                    |                  |
| Ciclista | Ciclista                 | Equipo                             | Tiempo           |
| 1.º | Ariya Phounsavath        | Thailand Continental Cycling Team  | 14 h 11 min 22 s |
| 2.º | Peerapol Chawchiangkwang | Thailand Continental Cycling Team  | + 17 s           |
| 3.º | Jokin Etxabe             | Interpro Stradalli                 | + 25 s           |
| 4.º | Hanibal Tesfay           | Eritrea                            | + 28 s           |
| 5.º | Daniel Whitehouse        | Interpro Stradalli                 | + 3 min 31 s     |
| 6.º | Mohamad Nur Mohd Zariff  | Team Sapura Cycling                | + 3 min 32 s     |
| 7.º | Aiman Cahyadi            | Team Sapura Cycling                | + 3 min 51 s     |
| 8.º | Benjamin Dyball          | St George Continental Cycling Team | + 3 min 51 s     |
| 9.º | Sarawut Sirironnachai    | Thailand Continental Cycling Team  | + 3 min 54 s     |
| 10.º | Jesse Ewart              | Team Sapura Cycling                | + 3 min 56 s     |

### Clasificación de las metas volantes (sprints)
| Clasificación de las metas volantes | Clasificación de las metas volantes | Clasificación de las metas volantes | Clasificación de las metas volantes | Clasificación de las metas volantes |
| Ciclista                            | Ciclista                            | Equipo                              | Puntos                              |                                     |
| ----------------------------------- | ----------------------------------- | ----------------------------------- | ----------------------------------- | ----------------------------------- |
| 1.º                                 | Rustom Lim                          | 7 Eleven-Cliqq Roadbike Philippines | 16 pts                              |                                     |
| 2.º                                 | Nur Amirul Fakhruddin Mazuki        | Terengganu Cycling Team             | 14 pts                              |                                     |
| 3.º                                 | Charálampos Kastrantás              | Java-Partizan                       | 12 pts                              |                                     |
| 4.º                                 | Peerapol Chawchiangkwang            | Thailand Continental Cycling Team   | 10 pts                              |                                     |
| 5.º                                 | Matthew Zenovich                    | St George Continental Cycling Team  | 9 pts                               |                                     |
| 6.º                                 | Abdul Gani                          | KFC Cycling Team                    | 7 pts                               |                                     |
| 7.º                                 | Ariya Phounsavath                   | Thailand Continental Cycling Team   | 6 pts                               |                                     |
| 8.º                                 | Odi Purnomo Setiawan                |                                     | 6 pts                               |                                     |
| 9.º                                 | Aiman Cahyadi                       | Team Sapura Cycling                 | 5 pts                               |                                     |
| 10.º                                | Afiq Huznie Othman                  | Terengganu Cycling Team             | 5 pts                               |                                     |

### Clasificación de la montaña
| Clasificación de la montaña | Clasificación de la montaña   | Clasificación de la montaña        | Clasificación de la montaña | Clasificación de la montaña |
| Ciclista                    | Ciclista                      | Equipo                             | Puntos                      |                             |
| --------------------------- | ----------------------------- | ---------------------------------- | --------------------------- | --------------------------- |
| 1.º                         | Ariya Phounsavath             | Thailand Continental Cycling Team  | 15 pts                      |                             |
| 2.º                         | Hanibal Tesfay                | Eritrea                            | 10 pts                      |                             |
| 3.º                         | Mario Vogt                    | Team Sapura Cycling                | 8 pts                       |                             |
| 4.º                         | Jokin Etxabe                  | Interpro Stradalli                 | 7 pts                       |                             |
| 5.º                         | Peerapol Chawchiangkwang      | Thailand Continental Cycling Team  | 4 pts                       |                             |
| 6.º                         | Matthew Zenovich              | St George Continental Cycling Team | 4 pts                       |                             |
| 7.º                         | Muhamad Zawawi Azman          | Team Sapura Cycling                | 3 pts                       |                             |
| 8.º                         | Daniel Whitehouse             | Interpro Stradalli                 | 2 pts                       |                             |
| 9.º                         | Andreas Odie Purnama Setiawan | PGN Road Cycling Team              | 2 pts                       |                             |
| 10.º                        | Aiman Cahyadi                 | Team Sapura Cycling                | 1 pt                        |                             |

### Clasificación por equipos
| Clasificación por equipos | Clasificación por equipos           | Clasificación por equipos | Clasificación por equipos |
| Equipo                    | Equipo                              | Tiempo                    |                           |
| ------------------------- | ----------------------------------- | ------------------------- | ------------------------- |
| 1.º                       | Thailand Continental                | 42 h 38 min 36 s          |                           |
| 2.º                       | Sapura                              | + 6 min 57 s              |                           |
| 3.º                       | St George Continental Cycling Team  | + 12 min 54 s             |                           |
| 4.º                       | Interpro Stradalli                  | + 13 min 06 s             |                           |
| 5.º                       | 7 Eleven-Cliqq Roadbike Philippines | + 14 min 01 s             |                           |
| 6.º                       | KFC Cycling Team                    | + 18 min 16 s             |                           |
| 7.º                       | Advan Customs Cycling Team          | + 18 min 43 s             |                           |
| 8.º                       | PGN Road Cycling Team               | + 22 min 58 s             |                           |
| 9.º                       | Mongolia                            | + 23 min 00 s             |                           |
| 10.º                      | Terengganu Cycling Team             | + 31 min 03 s             |                           |

## Evolución de las clasificaciones
| Etapa                   | Vencedor                 | Clasificación general | Clasificación de las metas volantes | Clasificación de la montaña | Clasificación del mejor indonesio | Clasificación por equipos por tiempos |
| ----------------------- | ------------------------ | --------------------- | ----------------------------------- | --------------------------- | --------------------------------- | ------------------------------------- |
| 1ª                      | Dylan Page               | Dylan Page            | Fakhruddin Mazuki                   | No entregado                | Projo Waseso                      | Terengganu Cycling Team               |
| 2ª                      | Abdul Gani               | Abdul Gani            | Fakhruddin Mazuki                   | No entregado                | Abdul Gani                        | Terengganu Cycling Team               |
| 3ª                      | Charálampos Kastrantás   | Abdul Gani            | Fakhruddin Mazuki                   | Ariya Phounsavath           | Abdul Gani                        | Terengganu Cycling Team               |
| 4ª                      | Peerapol Chawchiangkwang | Ariya Phounsavath     | Rustom Lim                          | Ariya Phounsavath           | Aiman Cahyadi                     | Thailand Continental                  |
| Clasificaciones finales | Clasificaciones finales  | Ariya Phounsavath     | Rustom Lim                          | Ariya Phounsavath           | Aiman Cahyadi                     | Thailand Continental                  |

## UCI World Ranking
El Tour de Indonesia otorga puntos para el UCI Asia Tour 2018 y el UCI World Ranking, este último para corredores de los equipos en las categorías UCI WorldTeam, Profesional Continental y Equipos Continentales. Las siguientes tablas muestran el baremo de puntuación y los 10 corredores que obtuvieron más puntos:
| Posición              | 1.º | 2.º | 3.º | 4.º | 5.º | 6.º | 7.º | 8.º | 9.º | 10.º | 11.º | 12.º | 13.º-15.º | 16.º-25.º |
| Clasificación general | 125 | 85  | 70  | 60  | 50  | 40  | 35  | 30  | 25  | 20   | 15   | 10   | 5         | 3         |
| Por etapa             | 14  | 5   | 3   |     |     |     |     |     |     |      |      |      |           |           |
| Líder                 | 3   |     |     |     |     |     |     |     |     |      |      |      |           |           |

| Clasificación | Clasificación            | Clasificación         | Clasificación | Clasificación | Clasificación | Clasificación |
| Posición      | Ciclista                 | Equipo                | General       | Etapa         | Líder         | Total         |
| ------------- | ------------------------ | --------------------- | ------------- | ------------- | ------------- | ------------- |
| 1.º           | Ariya Phounsavath        | Thailand Continental  | 125           |               |               | 125           |
| 2.º           | Peerapol Chawchiangkwang | Thailand Continental  | 85            | 14            |               | 99            |
| 3.º           | Jokin Etxabe             | KFC                   | 70            | 5             |               | 75            |
| 4.º           | Hanibal Tesfay           | Eritrea               | 60            | 3             |               | 63            |
| 5.º           | Daniel Whitehouse        | Interpro Stradalli    | 50            |               |               | 50            |
| 6.º           | Mohamad Nur Mohd Zariff  | Sapura                | 40            | 3             |               | 43            |
| 7.º           | Aiman Cahyadi            | Sapura                | 35            |               |               | 35            |
| 8.º           | Benjamin Dyball          | St George Continental | 30            |               |               | 30            |
| 9.º           | Sarawut Sirironnachai    | Thailand Continental  | 25            |               |               | 25            |
| 10.º          | Abdul Gani               | KFC                   |               | 17            | 6             | 23            |